# Antonio Gaetano Pampani

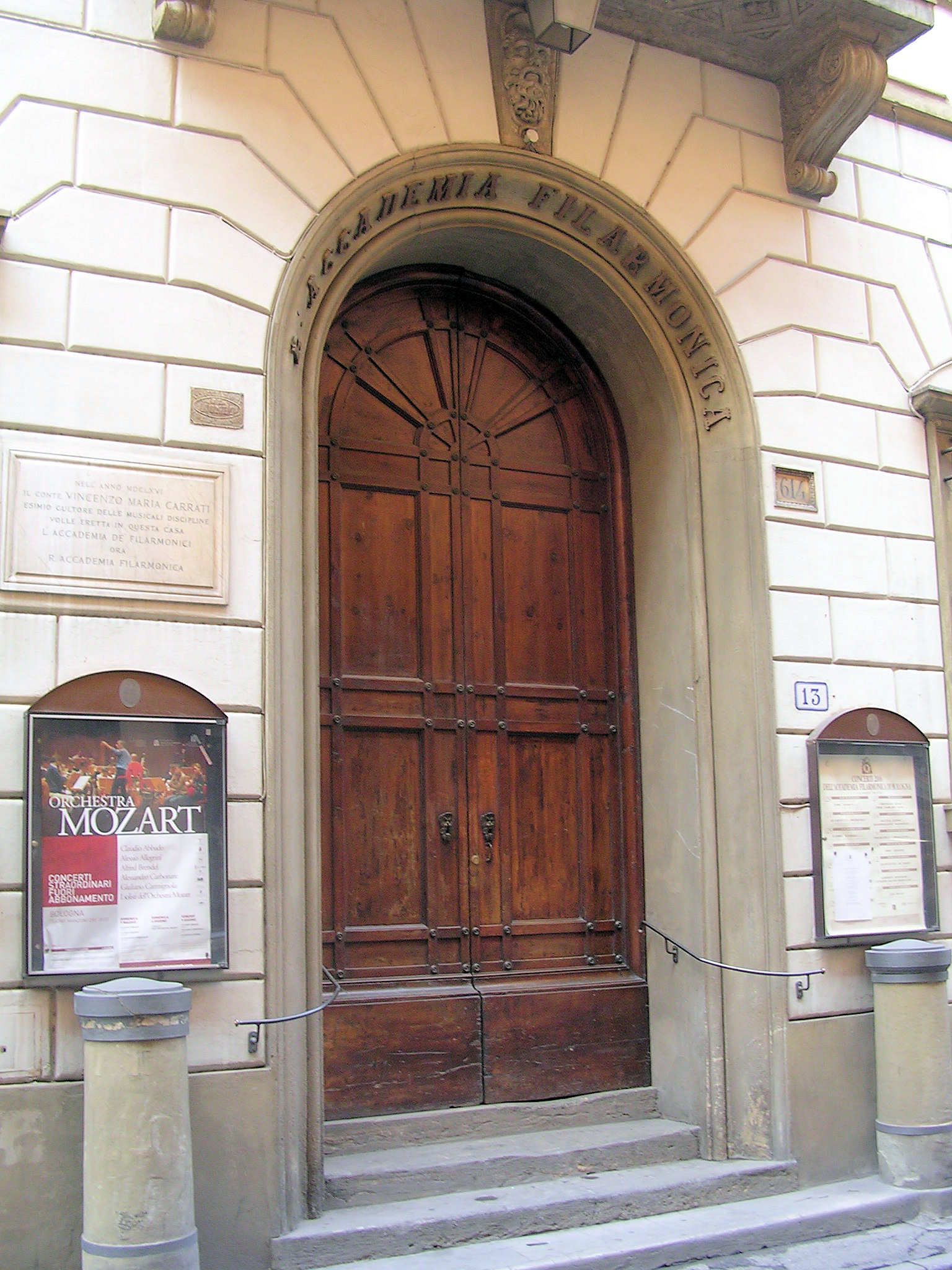
Façana del Palau Carrati, seu de l'Acadèmia Filharmònica de Bolonya.

Antonio Gaetano Pampani, també escrit Pampín o Pampini (Mòdena, ca. 1705 - Urbino, desembre de 1775) va ser un compositor italià.

## Biografia
La primera notícia musical que ens ha arribat de Pampani es refereix al 18 de juliol de 1726, quan va ser nomenat mestre de capella de la catedral de Fano, una posició que, però, no podia realitzar plenament perquè a la vegada era contractat per l'Òpera d'Urbino. De fet es va mantenir en aquesta ciutat per uns quants anys, prestant poca atenció a la cappella musicale de Fano, de la qual va dimitir a finals de juliol de 1734. Ja el 1730 va començar la seva col·laboració amb el Teatre del Sole a Pesaro, on va posar en escena diverses obres d'altres compositors, de vegades mitjançant la inclusió d'algunes de les seves cançons. Va ser molt actiu en aquesta ciutat fins a la tardor de 1737 i durant aquest període va ser dues vegades a Venècia, el 1735 i el 1737, per representar dues de les seves obres. Posteriorment es traslladà a Fermo el 1739 i a Macerata el 1740, on va compondre tres oratoris. Entre 1740 i 1746 va interrompre la seva activitat compositiva, però és possible que fos actiu des de 1738 a 1746 com a director de cor de la catedral de Fermo.
El 1746 es va convertir en un membre de la prestigiosa Acadèmia Filharmònica de Bolonya, i aquest va ser el punt d'inflexió en la seva carrera. Des d'aquell moment es va convertir en un cèlebre compositor d'òperes serioses i serà actiu principalment en els teatres d'òpera de Venècia, però també als teatres de Roma, Milà i Torí, per a qui compon anualment noves òperes. També es va convertir en director del cor i de l'orquestra del celebre Ospedale dei Poveri Derelitti de Venècia (també conegut com a Ospedaletto). A Venècia, entre 1749 i 1764, també va compondre oratoris, motets per a veu solista i altres obres sacres per a cor femenins de l'hospital, així com obres instrumentals per dur a terme durant els serveis de les Vespres (principalment per l'Assumpció). Va ser mestre dell'Ospedaletto segurament fins a 1765, any en què va compondre l'oratori L'innocenza rispettata.
El 27 de desembre de 1767 Pampani va ser nomenat mestre de la Catedral d'Urbino, però en realitat no va prendre possessió del lloc fins a l'1 de juliol de 1768, ja que estava ocupat amb la preparació de la seva última òpera, Demetrio, que es representà el maig de 1768 a Venècia. Aquest càrrec el va ocupar fins a la seva mort, que va tenir lloc el desembre de 1775. Giuseppe Gazzaniga va ser nomenat el seu successor.
De la producció operística cal citar La clemenza de Tito (1748), Adriano in Siria (1750) i Olimpiade (1766), totes elles amb llibret de Pietro Metastasio.

## Òperes
- Delbo mal maritato (intermezzo, 1730, Pesaro)
- L'Anagilda (opera seria, llibret d'A. Zaniboni, 1735, Venècia)
- Sedecia (opera seria, 1736, Ascoli)
- Artaserse Longimano (opera seria, dal Temistocle di Pietro Metastasio, 1737, Venècia)
- Siroe (pasticcio, llibret de Pietro Metastasio, 1737, Venècia)
- Semiramide riconosciuta (opera seria, 1741, Fermo)
- La caduta d'Amulio (opera seria, llibret de C. Gandini, 1746, Venècia)
- La clemenza di Tito (opera seria, llibret de Pietro Metastasio. 1748, Venècia)
- Adriano in Siria (opera seria, llibret de Pietro Metastasio, 1750, Milà)
- Artaserse (opera seria, llibret de Pietro Metastasio, 1750, Venècia)
- Venceslao (opera seria, llibret d'Apostolo Zeno, 1752, Venècia)
- Andromaca (opera seria, llibret d'Antonio Salvi, 1753, Roma)
- Madama Dulcinea, o Tiberio cuoco del maestro di bosco (intermezzo, 1753, Pesaro)
- Eurione (opera seria, llibret d'A. Papi, 1754, Roma)
- Astianatte (opera seria, llibret d'Antonio Salvi, 1755, Venècia)
- Antigono (opera seria, llibret de Pietro Metastasio, 1757, Torí)
- Demofoonte (opera seria, llibret de Pietro Metastasio, 1757, Roma)
- L'Olimpiade (2n acte) (opera seria, llibret de Pietro Metastasio, 1766, Venècia; in collaborazione con Pietro Alessandro Guglielmi (1r acte) i Francesco Brusa (3r acte))
- Il Demetrio (opera seria, llibret de Pietro Metastasio, 1768, Venècia)

## Oratoris (selecció)
- San Maurizio e compagni martiri. (Uraufführung 1738, Perugia)
- Assalonne. Llibret von O. Turchi (1739, Fermo)
- L'obbedienza di Gionata (1739)
- Ester. Llibret von G. C. Cordara, (1740, Mandola)
- Il Giefte (1746, Fermo)
- La vocazione di San Francesco d'Assisi. Llibret von A. Scardarilla (1749, Gubbio)
- L'innocenza rispettata (1749, Venècia)
- Messiae praeconium carmine complexum (1754, Venècia)
- Sofonea id est Joseph pro Rex Aegypti (1755, Venècia)
- Triumphus Judith (1757, Venècia)
- La morte di Abele Llibret Pietro Metastasio (1758, Venècia)
- Prophetiae evangelicae ac mors Isaiae (1760, Venècia)
- Pro solemni die BMV (1764, Venècia)
- Amor divino e Urbana (1768, Urbino)

## Divers
- Amor divina e urbana. Cantata. (1768)
- Messa a piu voci. (1764)
- 2 Vertonungen del Magnificat
- Motetten und Arien
- 3 Konzerte per a clavicembal i instruments;;
- Sonate per a clavicembal i Orgue. (Nüremberg 1750).